# Asagumo (tàu khu trục Nhật) (1938)
Asagumo (tiếng Nhật: 朝雲) là một tàu khu trục hạng nhất của Hải quân Đế quốc Nhật Bản thuộc lớp tàu khu trục Asashio bao gồm mười chiếc được chế tạo vào giữa những năm 1930. Asagumo đã tham gia nhiều hoạt động tại Mặt trận Thái Bình Dương trong Chiến tranh Thế giới thứ hai trước khi bị đánh chìm trong Trận chiến eo biển Surigao vào ngày 25 tháng 10 năm 1944.

## Thiết kế và chế tạo
Được chấp thuận cho chế tạo trong khuôn khổ Chương trình Bổ sung Vũ khí Hải quân Nhật Bản thứ hai (Maru-2), những chiếc trong lớp tàu khu trục Asahio có kích thước lớn hơn và nhiều khả năng hơn so với lớp tàu khu trục Shiratsuyu dẫn trước, vì các nhà thiết kế hải quân Nhật Bản không còn bị gò bó trong những giới hạn của Hiệp ước Hải quân London. Những con tàu có kích cỡ tương đương tàu tuần dương hạng nhẹ này được thiết kế để tận dụng ưu thế dẫn đầu của Nhật Bản trong kỹ thuật ngư lôi, để tháp tùng lực lượng tấn công chủ lực của Hạm đội Nhật cũng như để tấn công cả ngày lẫn đêm nhắm vào Hải quân Hoa Kỳ, khi họ băng ngang Thái Bình Dương theo giả định của lý thuyết chiến lược Nhật Bản. Cho dù là một trong những lớp tàu khu trục mạnh mẽ nhất thế giới vào lúc hoàn tất, không có chiếc nào sống sót qua cuộc Chiến tranh Thái Bình Dương.
Asagumo được đặt lườn tại Xưởng đóng tàu Kawasaki ở Kobe vào ngày 23 tháng 12 năm 1936, được hạ thủy vào ngày [[5 tháng 11 năm 1937 và đưa ra hoạt động vào ngày 31 tháng 3 năm 1938.

## Lịch sử hoạt động

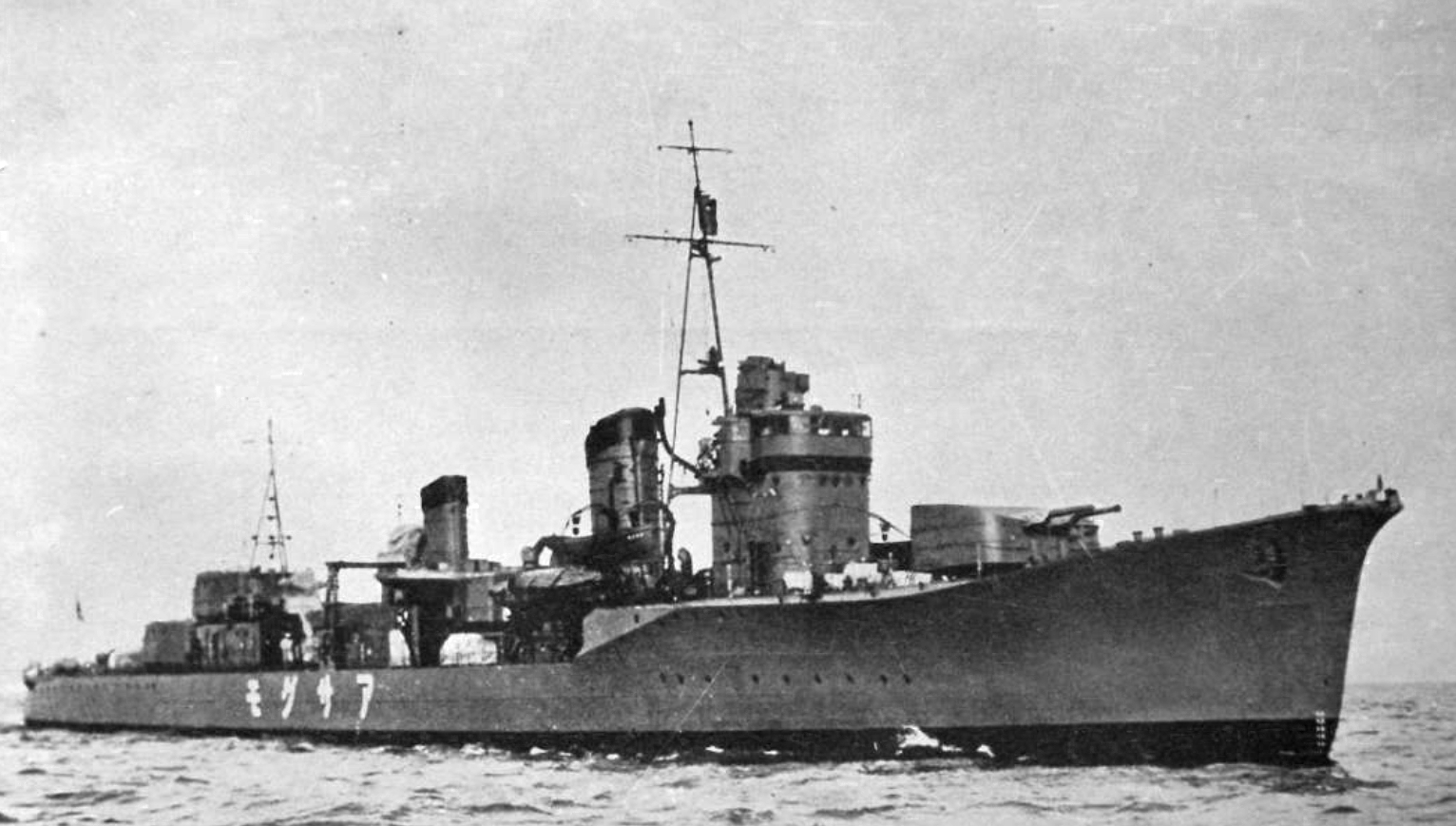
Asagumo

Lúc mở màn xung đột tại Thái Bình Dương, Asagumo nằm trong thành phần Hải đội Khu trục 9 tham gia nhiều hoạt động khác nhau. Trong năm 1942 Asagumo tham gia Trận chiến eo biển Badung và Trận Midway, rồi sau đó được điều động tăng cường cho lực lượng Nhật Bản tại quần đảo Solomon. Trong tháng 8, Asagumo tham gia các hoạt động tăng cường lực lượng Nhật Bản tại Guadalcanal, và đến tháng 11 nó trở thành soái hạm của Hải đội Phóng lôi 4, vốn đã tham gia các cuộc đối đầu tại Solomon trong tháng 2 năm 1943 và tại biển Bismarck vào tháng 3. Cũng trong năm 1943, Asagumo tham gia vào việc rút lui lực lượng Nhật Bản khỏi đảo Kiska thuộc quần đảo Aleut trong tháng 7.
Trong Trận chiến vịnh Leyte, Asagumo được phân về Lực lượng phía Nam dưới quyền Phó Đô đốc Shoji Nishimura. Trong Trận chiến eo biển Surigao vào ngày 25 tháng 10 năm 1944, Asagumo trúng phải ngư lôi phóng từ tàu khu trục USS McDermut, và bị chìm sau đó ở tọa độ 01°59′N 104°56′Đ / 1,983°N 104,933°Đ.
Asagumo được rút khỏi danh sách Đăng bạ Hải quân vào ngày 10 tháng 1 năm 1945.